# Erzbistum Mandalay
Das Erzbistum Mandalay (lat.: Archidioecesis Mandalayensis) ist ein Erzbistum der römisch-katholischen Kirche mit Sitz in Mandalay, Myanmar.

## Geschichte
Am 27. November 1866 gründete Papst Pius IX. das Apostolische Vikariat von Zentralburma aus dem Apostolischen Vikariat Burma heraus; erster Bischof war Charles Arsène Bourdon MEP. 1870 erfolgte die Namensänderung in Apostolisches Vikariat von Nordburma (lat. Birmaniae Septentrionalis). Durch Papst Pius XI. erfolgte am 5. Januar 1939 die Umbenennung in Apostolisches Vikariat von Mandalay. Papst Pius XII. erhob das Vikariat am 1. Januar 1955 zum Erzbistum.